# Matt Schnobrich
Matthew Roman « Matt » Schnobrich, né le 12 novembre 1978 à Minneapolis, est un rameur américain.

## Biographie

### Palmarès

#### Aviron aux Jeux olympiques
- 2008 à Pékin,  Chine
  -  Médaille de bronze en huit

#### Championnats du monde d'aviron
- 2006 à Eton,  Royaume-Uni
  - 4e en quatre de pointe